# José Miguel de Flores Barrera

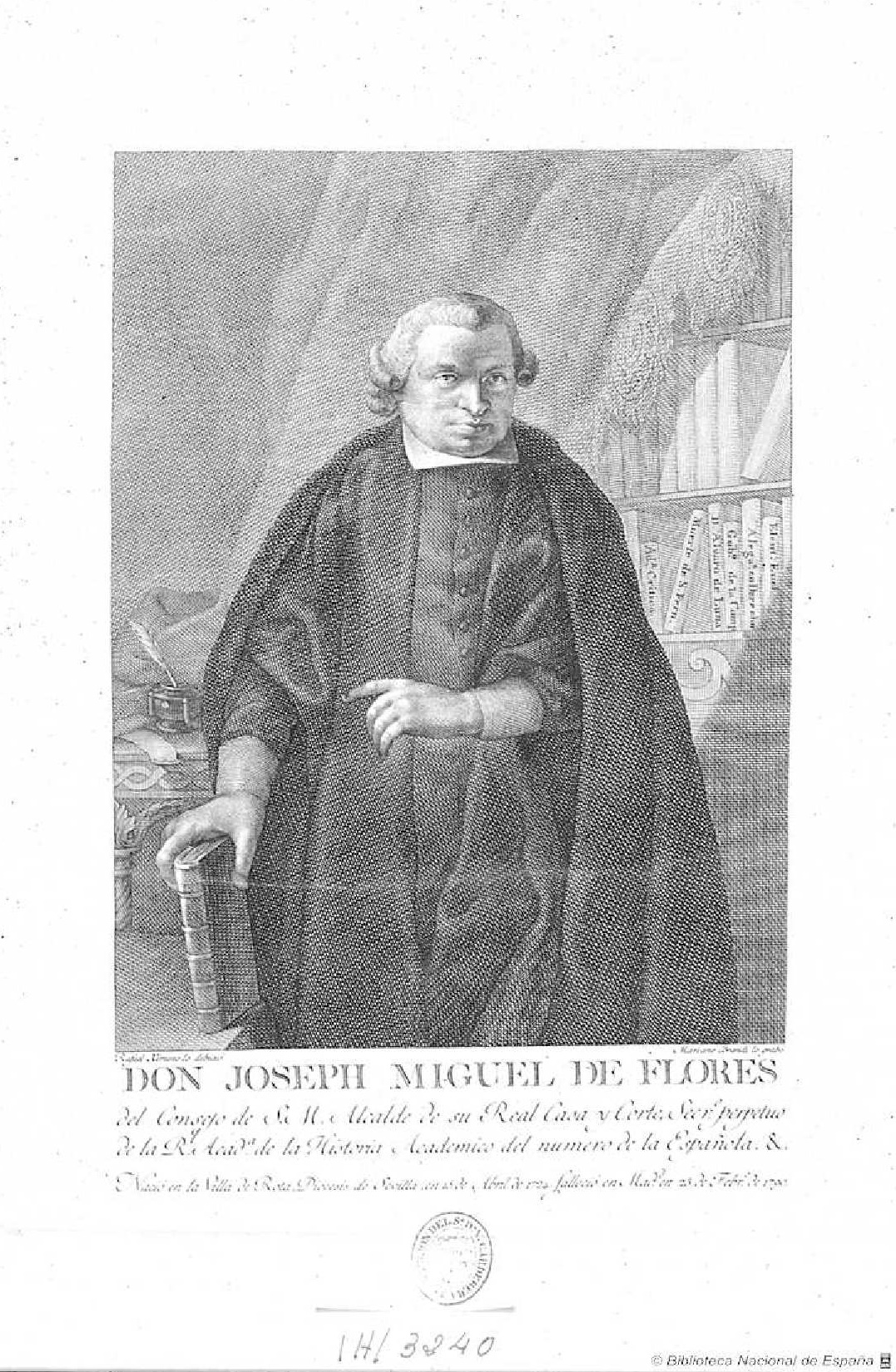
Retrato de José Miguel de Flores. Grabado de Mariano Brandi por dibujo de Rafael Ximeno y Planes. 1784. Inscripción: «DON JOSEPH MIGUEL DE FLORES del Consejo de S. M. Alcalde de su Real Casa y Corte, Secr.º perpetuo de la R.l Acad.ª de la Historia Académico del número de la Española. &. Nació en la Villa de Rota, Diócesis de Sevilla, en 15. de Abril de 1724. falleció en Mad.d en 23 de Febr.º de 1790.» Madrid, Biblioteca Nacional de España.

José Miguel de Flores y La Barrera (Rota, 15 de abril de 1724-Madrid, 23 de febrero de 1790), historiador y periodista español de la Ilustración.

## Biografía
Licenciado en Derecho Civil, abogado de la Audiencia de Sevilla (1744), se colegió en Madrid (1748) y fue Corregidor de Estepa (1751), Auditor General del Ejército y Asesor de la Comandancia de Madrid (1773) y de la Jornada de Argel (1775), del Consejo de Su Majestad y Alcalde de Casa y Corte (1786), Académico de la Real Academia Española y miembro y secretario perpetuo de la Real Academia de la Historia (1769-1789). Editó la Aduana Crítica (1763-1765) y preparó las ediciones de la Crónica del rey Enrique IV de Diego Enríquez del Castillo (1787) y de la Crónica de Don Álvaro de Luna (1784).

## Obras
- Cronica del rey D. Enrique el quarto de este nombre por su capellan y cronista Diego Enriquez del Castillo. Madrid: imprenta de D. Antonio de Sancha. 1787.
- Cronica de D. Álvaro de Luna, condestable de los reynos de Castilla y de Léon, maestre y administrador de la orden y caballeria de Santiago: La publica con varios apéndices Don Josef Miguel de Flores... Madrid: imprenta de D. Antonio de Sancha. 1784.